# 貝茲旅館
《贝茨旅馆》（英語：Bates Motel）是一部美国恐怖电视连续剧，由卡尔顿·库斯、凯莉·艾琳和安东尼·西普里亚诺开发，A&E播出。本剧被视为阿尔弗雷德·希区柯克的1960年电影《惊魂记》（根据罗伯特·布洛克的同名小说改编）的当代前传，讲述了诺曼·贝茨和他的母亲诺玛在电影故事发生之前在小镇上经历的一系列离奇惊险的事件，以及诺曼逐渐演变成人格分裂的连环杀手的故事。
本剧于2013年3月18日首播。第五季，也是最终季于2017年2月20日播出。主要演员薇拉·法米加和弗莱迪·海默的表演受到评论家和观众一致赞扬，前者获得黄金时段艾美奖提名，后者三次获得评论家选择电视奖最佳男演员等多项提名。

## 簡介

### 第一季
在諾瑪的父親去世後，諾瑪與諾曼·貝茲购置了一家旅館，接手了它的經營。在一個晚上，該旅館的前老板基斯·桑瑪斯闖入旅館，對諾瑪進行了性侵。諾曼將桑瑪斯擊昏，而諾瑪則使用菜刀將其刺死。當鎮上的警長亞歷克斯·羅密歐及其副手札克·薛爾比發現桑瑪斯失蹤後，諾瑪和諾曼必須阻止他們深入調查真相。

### 第二季
当诺曼的导师被谋杀后，她神秘的过去浮出水面。与此同时，诺玛发现她为了继续经营旅馆并阻止即将修建的支路而做出了危险的抉择。布拉德利则在寻找谋杀他父亲的凶手。而迪伦则揭示了关于他生父母令人不安的真相。

### 第三季
諾曼渐渐无法否认自己所经历的事情，并试图控制自己脆弱的心灵。上一季发生的戏剧性事件使得諾瑪更加警觉到儿子的精神脆弱以及对他行为的恐惧。与此同时，罗密欧警长在怀疑諾瑪对于丈夫死因的陈述是否属实后，开始与贝茲一家疏远。

### 第四季
诺玛对诺曼感到非常恐惧，甚至已经寻求专业人士的帮助，而诺曼则试图保持对现实的控制。这两件事使得他们之间原本坚固的信任关系变得复杂起来。与此同时，罗密欧警长发现自己再次卷入了诺玛和诺曼的生活中。

### 第五季
当诺玛逝世两年后，表面上看似快乐且适应良好的诺曼，在家中却不得不与自己日益严重的意识丧失以及其“母亲”人格彻底取代他的威胁进行搏斗。与此同时，迪伦和艾玛发现他们再次被卷入诺曼的世界，而罗密欧则迫切地渴望对他的继子——诺曼进行复仇。

## 演員介紹
| 演員            | 角色                                | 登場季數 | 登場季數 | 登場季數 | 登場季數 | 登場季數 |
| 演員            | 角色                                | 1        | 2        | 3        | 4        | 5        |
| --------------- | ----------------------------------- | -------- | -------- | -------- | -------- | -------- |
| 薇拉·法蜜嘉     | 諾瑪·露意絲·貝茲 Norma Louise Bates | 主演     | 主演     | 主演     | 主演     | 主演     |
| 佛瑞迪·海默     | 諾曼·貝茲 Norman Bates              | 主演     | 主演     | 主演     | 主演     | 主演     |
| 麥斯·希羅       | 迪倫·馬賽 Dylan Massett             | 主演     | 主演     | 主演     | 主演     | 主演     |
| 奥利维亚·库克   | 艾瑪·戴寇迪 Emma Decody             | 主演     | 主演     | 主演     | 主演     | 主演     |
| 妮寇拉·佩茲     | 布萊德莉·馬汀 Bradley Martin        | 主演     | 主演     | 常設     |          |          |
| 內斯特·卡博內爾 | 亞歷克斯·羅密歐 Sheriff Alex Romero | 常設     | 主演     | 主演     | 主演     | 主演     |
| 肯尼·強森       | 凱勒·考洪 Caleb Calhoun             |          | 常設     | 主演     | 客串     | 常設     |
| 蕾哈娜          | 瑪莉安·克萊恩 Marion Crane          |          |          |          |          | 常設     |

## 登場角色

### 諾瑪·露意絲·貝茲
该角色为本作的主角，是一位充满爱心但又充满控制欲的母亲，总是想要将诺曼留在自己身边。在她的童年时代，她遭受了父母的虐待，还遭受了哥哥凯勒的性侵，而后又遭受了第二任丈夫山姆（诺曼的父亲）的虐待。她将诺曼视为唯一爱她的人，并在自己痛苦时总是寻求他的支持。最终，她与凯勒修复了关系。
她了解诺曼的精神状况不稳定，但为了保护他选择自行照料。随着诺曼精神状态的恶化，她开始感到越来越害怕，最终在罗密欧的帮助下将他送入了疗养院。为了支付精神病院的治疗费用，她与罗密欧结婚，但两人之间的种种事件使他们逐渐产生真实的感情，这也引起了诺曼的嫉妒。
在第四季第九集中，诺曼用一氧化碳毒死了她，然后将她的尸体挖出并经过防腐处理后放入了家中的大型冷冻柜中。

### 諾曼·貝茲
诺曼是本作的另一主角。他是一个善良的少年，但内心充满烦恼，与诺玛有着不寻常的依赖关系。诺玛总是以一种令他感到窒息的方式保护他，使他在与同龄人相比时显得笨拙且不善于社交。随着故事的发展，诺曼明显地患上了精神疾病：当诺玛的幻觉出现时，他会失去意识并表现出暴力行为，恢复正常后会失去这段时间的记忆。在第三和第四季中，他明显地表现出了双重人格，他的“母亲”逐渐开始掌控他。
在第一季中，他杀死了自己的父亲山姆以及班导师华森老师。在第四季中，他杀死了艾玛的母亲，并试图用一氧化碳毒死自己和诺玛，但奇迹般地幸存了下来。在诺玛的葬礼结束后，他挖出她的遗体并对其进行了防腐处理。最初他打算用枪结束自己的生命，但在出现母亲依然在世的幻觉后便作罢。
第五季开始，他与“母亲”产生冲突，并与玛德琳交好，后来发现“母亲”只是他想象中的产物。之后在“母亲”的煽动下，在暴怒中杀死了玛德琳的丈夫山姆。
当迪伦询问山姆的去向时，“母亲”伤害了迪伦，为了保护他而向警方自首承认自己杀死了山姆。随着警方发现越来越多的尸体，他被判了死刑，而“母亲”也彻底接管了他的身体。之后被罗密欧从警局劫走，之后在与罗密欧的搏斗后射杀了他，并意识到是自己杀死了诺玛使得“母亲”决定消失。在绝望之下，诺曼的意识回到了他刚来到白松湾的第一天，并将诺玛的尸体带回了贝茨旅馆，邀请迪伦与他们共进晚餐。在迪伦的劝说未果下，诺曼持刀袭击迪伦，最终被他射杀。临死前，他看到了与诺玛重聚的幻象，在向迪伦道谢后断了气。之后两人的尸体被合葬。

### 迪倫·馬賽
诺曼的同母异父哥哥，是一位演员，是诺玛第一次婚姻所生的孩子。他个性急躁叛逆，常在与母亲和弟弟之间的纷争中摸爬滚打。后来他涉足了小镇上的大麻交易。
随着时间推移，他与诺玛的关系逐渐好转，两人变得更加亲密。他是诺玛与凯勒乱伦所生的孩子。
后来，他利用自己在大麻生意上赚到的钱，再加上凯勒的帮助，帮助艾玛进行了肺部移植手术。最终，他与艾玛结婚，并育有一女，名叫凯特。
在第五季中，通过艾玛的介绍，他终于得知了诺玛的死讯，决定回到白松湾镇。在回到镇上后，他偶然发现了父亲爱德华医生失踪的消息。之后，他遇到了在寻找丈夫的玛德琳，询问她是否了解山姆的去向。然而，他却被“母亲”攻击，随后寻求了律师朱莉亚的帮助。由于诺曼的原因，他与艾玛的关系降到了冰点。
在罗密欧劫持诺曼后，他从雷默手中获得了一把用于自卫的手枪。他前往贝兹旅馆，试图说服诺曼，却发现了诺玛的尸体。在未能说服诺曼的情况下，他被诺曼持菜刀袭击，并不得已开枪射杀了他。
最终，他与艾玛、凯特三人在西雅图过上了幸福的生活。

### 艾瑪·戴寇迪
她是諾曼的同學，深深地愛著他，經常出現在貝茲旅館的階梯上。這位17歲的少女患有纖維性囊腫，必須隨身攜帶氧氣桶。她的性格世故老練，情緒激烈而易變，儘管她是一位少女，卻表現出一種「老靈魂」的特質。她也是諾瑪和諾曼的好友。
一開始她和諾曼約會，但後來的戀情轉向了岡納，之後她與迪倫擦出了浪漫的火花。兩人在她的肺部移植手術成功後結婚，離開了白松灣鎮，定居在西雅圖，並迎來了他們的女兒凱特。
在第五季中，她在自己的信箱發現了奧黛莉的耳環，與迪倫產生了爭執。這時她得知諾曼的精神狀況比她想像的更糟糕，同時也意外得知了諾瑪的死訊。
回到白松灣處理完奧黛莉的屍體後，她去見了諾曼並與「母親」進行了交談，但她意識到眼前的人不是諾曼。在處理完奧黛莉的後事之後，她回到了西雅圖。數年後，她與迪倫和女兒凱特一起過著幸福的生活。

### 布萊德莉·馬汀
美丽的富家千金，外表出众，深受人们喜爱。她与诺曼建立了深厚的友谊，然而却发现两人之间存在着意外的联系。
在第二季中，她成功地报仇雪恨，将害死父亲的仇人击毙。随后，她与诺曼、迪伦一同假装自杀，离开了白松湾。
第三季中，她回到白松湾并试图带走诺曼。然而，在野外，她被“母亲”压倒，对她的头进行残酷的重复砸打，直至她失去生命。最终，她的尸体和车辆被诺曼沉入湖中。

### 亞歷克斯·羅密歐
白松湾镇的警长，道德标准因人而异，是镇上正义与秩序的化身。他个性稳重威武，但内心隐藏着一个黑暗的秘密。一次发生在贝茨旅馆的不幸事件引起了他的注意，从而开始了调查。
在经历了与贝茨一家相关的许多事件后，他逐渐爱上了诺玛。随后，他答应了诺玛的假结婚请求，但两人却不可自拔地爱上了彼此，这引起了诺曼的嫉妒。
当诺玛被一氧化碳毒死后，他救下了诺曼。然而，他深知诺曼就是杀死诺玛的凶手。在诺玛的葬礼上，他与诺曼大打出手，然后试图在回到警局时用自己的配枪射杀诺曼，结果被DEA以伪证罪逮捕并入狱。
第五季他逃狱，打算为诺玛复仇。在得知诺曼自首的消息后，他不顾玛姬的劝阻，从警局劫走了诺曼，并找到了诺玛的尸体。正当他对着诺玛痛哭时，诺曼用大石头将他打倒，然后开枪杀死了他。临死前的遗言让诺曼意识到是自己杀死了诺玛。